# Симоновський Віталій Іович
Віта́лій Іо́вич Симоно́вський (5 липня 1937, м. Суми Сумська область) — доктор технічних наук, професор Сумського державного університету.

## Наукові здобутки
- У 1994 році захист докторську дисертацію за спеціальністю «Динаміка і міцність машин».
- У 1996 році Віталій Іович отримав вчене звання професора Сумського державного університету.

## Основні публікації
- Симоновський В. І. Теорія лінійних коливань. — Суми: СумДУ, 2012. — 71 с.
- Симоновський В. І. Уточнення математичних моделей коливальних систем за експериментальними даними. — Суми: СумДУ, 2010. — 91 с.
- Симоновський В. І. Динамика роторов центробежных машин. — Сумы: СумГУ, 2006. — 126 с.
- Симоновський В. І. Теория автоматического регулирования. — Сумы: СумГУ, 2004. — 75 с.
- Симоновський В. І., Хворост В. А. Оцінювання параметрів динамічних моделей роторів. — Суми: СумДУ, 2002. — 143 с.
- Симоновський В. І. Коливання нелінійних систем. — Сумы: СумДУ, 1999. — 130 с.
- Симоновський В. І. Устойчивость и нелинейные колебания роторов центробежных машин. — Харьков: Высшая школа, 1986. — 128 с.